# Fußball-Weltmeisterschaft 2002/Gruppe B
| Pl. | Land      | Sp. | S | U | N | Tore    | Diff. | Punkte |
| --- | --------- | --- | - | - | - | ------- | ----- | ------ |
| 1.  | Spanien   | 3   | 3 | 0 | 0 | 009:400 | +5    | 09     |
| 2.  | Paraguay  | 3   | 1 | 1 | 1 | 006:600 | ±0    | 04     |
| 3.  | Südafrika | 3   | 1 | 1 | 1 | 005:500 | ±0    | 04     |
| 4.  | Slowenien | 3   | 0 | 0 | 3 | 002:700 | −5    | 0      |

Gruppe B der Fußball-Weltmeisterschaft 2002:

## Paraguay – Südafrika 2:2 (1:0)
| Paraguay                                                     | Paraguay | Südafrika | Südafrika |
| ------------------------------------------------------------ | --- | --- | --------- |
| Paraguay                                                     | \| 1. Spieltag \| \| 2. Juni 2002 um 16:30 Uhr in Busan (Busan-Asia-Main-Stadion) \| \| Zuschauer: 25.186 \| \| Schiedsrichter: Ľuboš Micheľ ( Slowakei) \| \| Spielbericht \| | \| 1. Spieltag \| \| 2. Juni 2002 um 16:30 Uhr in Busan (Busan-Asia-Main-Stadion) \| \| Zuschauer: 25.186 \| \| Schiedsrichter: Ľuboš Micheľ ( Slowakei) \| \| Spielbericht \|                                                                      | Südafrika |
| Paraguay                                                     | Ricardo Tavarelli – Francisco Arce, Julio César Cáceres, Celso Ayala, Carlos Gamarra , Denis Caniza – Roberto Acuña, Estanislao Struway (86. Juan Carlos Franco), Guido Alvarenga (66. Diego Gavilán) – Jorge Luis Campos (72. Gustavo Morínigo), Roque Santa Cruz Cheftrainer: Cesare Maldini ( Italien) | Andre Arendse – Aaron Mokoena, Pierre Issa (27. MacDonald Mukansi), Lucas Radebe , Bradley Carnell – Cyril Nzama, MacBeth Sibaya, Teboho Mokoena, Quinton Fortune – Sibusiso Zuma, Benni McCarthy (78. George Koumantarakis) Cheftrainer: Jomo Sono | Südafrika |
| Paraguay                                                     | 1:0 Santa Cruz (39.) 2:0 Arce (55.) | 2:1 T. Mokoena (63.) 2:2 Fortune (90.+1', Elfmeter) | Südafrika |
| Paraguay                                                     | Cáceres (35.), Caniza (65.), Tavarelli (90.), Franco (90.+3') | A. Mokoena (3.), Issa (9.), McCarthy (38.), Zuma (45.+2') | Südafrika |
| Paraguay                                                     | Spieler des Spiels: Francisco Arce (Paraguay) | | Südafrika |
| 1. Spieltag                                                  | | |           |
| 2. Juni 2002 um 16:30 Uhr in Busan (Busan-Asia-Main-Stadion) | | |           |
| Zuschauer: 25.186                                            | | |           |
| Schiedsrichter: Ľuboš Micheľ ( Slowakei)                     | | |           |
| Spielbericht                                                 | | |           |

## Spanien – Slowenien 3:1 (1:0)
| Spanien                                                          | Spanien | Slowenien | Slowenien |
| ---------------------------------------------------------------- | --- | --- | --------- |
| Spanien                                                          | \| 1. Spieltag \| \| 2. Juni 2002 um 20:30 Uhr in Gwangju (Gwangju-World-Cup-Stadion) \| \| Zuschauer: 28.598 \| \| Schiedsrichter: Mohamed Guezzaz ( Marokko) \| \| Spielbericht \|                                                                                      | \| 1. Spieltag \| \| 2. Juni 2002 um 20:30 Uhr in Gwangju (Gwangju-World-Cup-Stadion) \| \| Zuschauer: 28.598 \| \| Schiedsrichter: Mohamed Guezzaz ( Marokko) \| \| Spielbericht \|                                                                                    | Slowenien |
| Spanien                                                          | Iker Casillas – Carles Puyol, Fernando Hierro , Miguel Ángel Nadal, Juanfran (82. Enrique Romero) – Luis Enrique (74. Iván Helguera), Rubén Baraja, Juan Carlos Valerón, Javier de Pedro – Diego Tristán (67. Fernando Morientes), Raúl Cheftrainer: José Antonio Camacho | Marko Simeunovič – Željko Milinovič, Marinko Galič, Aleksander Knavs – Džoni Novak (77. Saša Gajser), Aleš Čeh , Miran Pavlin, Amir Karić – Zlatko Zahovič (63. Milenko Ačimovič) – Milan Osterc (57. Sebastijan Cimirotič), Mladen Rudonja Cheftrainer: Srečko Katanec | Slowenien |
| Spanien                                                          | 1:0 Raúl (44.) 2:0 Valerón (74.) 3:1 Hierro (87., Elfmeter) | 2:1 Cimirotič (82.) | Slowenien |
| Spanien                                                          | Valerón (36.) | Karič (45.+1'), Cimirotič (65.) | Slowenien |
| Spanien                                                          | Spieler des Spiels: Raúl (Spanien) | | Slowenien |
| 1. Spieltag                                                      | | |           |
| 2. Juni 2002 um 20:30 Uhr in Gwangju (Gwangju-World-Cup-Stadion) | | |           |
| Zuschauer: 28.598                                                | | |           |
| Schiedsrichter: Mohamed Guezzaz ( Marokko)                       | | |           |
| Spielbericht                                                     | | |           |

## Spanien – Paraguay 3:1 (0:1)
| Spanien                                                        | Spanien | Paraguay | Paraguay |
| -------------------------------------------------------------- | --- | --- | -------- |
| Spanien                                                        | \| 2. Spieltag \| \| 7. Juni 2002 um 18:00 Uhr in Jeonju (Jeonju-World-Cup-Stadion) \| \| Zuschauer: 24.000 \| \| Schiedsrichter: Gamal al-Ghandour ( Ägypten) \| \| Spielbericht \|                                                                            | \| 2. Spieltag \| \| 7. Juni 2002 um 18:00 Uhr in Jeonju (Jeonju-World-Cup-Stadion) \| \| Zuschauer: 24.000 \| \| Schiedsrichter: Gamal al-Ghandour ( Ägypten) \| \| Spielbericht \|                                                                                                  | Paraguay |
| Spanien                                                        | Iker Casillas – Carles Puyol, Fernando Hierro , Miguel Ángel Nadal, Juanfran – Luis Enrique (46. Iván Helguera), Rubén Baraja, Juan Carlos Valerón (85. Xavi), Javier de Pedro – Diego Tristán (46. Fernando Morientes), Raúl Cheftrainer: José Antonio Camacho | José Luis Chilavert – Francisco Arce, Julio César Cáceres, Celso Ayala, Carlos Gamarra, Denis Caniza (78. Estanislao Struway) – Roberto Acuña, Carlos Humberto Paredes, Diego Gavilán – José Cardozo (63. Jorge Luis Campos), Roque Santa Cruz Cheftrainer: Cesare Maldini ( Italien) | Paraguay |
| Spanien                                                        | 1:1 Morientes (53.) 2:1 Morientes (69.) 3:1 Hierro (83., Elfmeter) | 0:1 Puyol (10., Eigentor) | Paraguay |
| Spanien                                                        | Baraja (9.) | Arce (44.), Gavilán (60.), Santa Cruz (80.) | Paraguay |
| Spanien                                                        | Spieler des Spiels: Fernando Morientes (Spanien) | | Paraguay |
| 2. Spieltag                                                    | | |          |
| 7. Juni 2002 um 18:00 Uhr in Jeonju (Jeonju-World-Cup-Stadion) | | |          |
| Zuschauer: 24.000                                              | | |          |
| Schiedsrichter: Gamal al-Ghandour ( Ägypten)                   | | |          |
| Spielbericht                                                   | | |          |

## Südafrika – Slowenien 1:0 (1:0)
| Südafrika                                          | Südafrika | Slowenien | Slowenien |
| -------------------------------------------------- | --- | --- | --------- |
| Südafrika                                          | \| 2. Spieltag \| \| 8. Juni 2002 um 15:30 Uhr in Daegu (Daegu-Stadion) \| \| Zuschauer: 47.226 \| \| Schiedsrichter: Ángel Sánchez ( Argentinien) \| \| Spielbericht \|                                                                                                 | \| 2. Spieltag \| \| 8. Juni 2002 um 15:30 Uhr in Daegu (Daegu-Stadion) \| \| Zuschauer: 47.226 \| \| Schiedsrichter: Ángel Sánchez ( Argentinien) \| \| Spielbericht \| | Slowenien |
| Südafrika                                          | Andre Arendse – Cyril Nzama, Aaron Mokoena, Lucas Radebe , Bradley Carnell – MacBeth Sibaya – Sibusiso Zuma, Teboho Mokoena, Quinton Fortune (84. Jabu Pule) – Siyabonga Nomvethe (71. Delron Buckley), Benni McCarthy (80. George Koumantarakis) Cheftrainer: Jomo Sono | Marko Simeunovič – Željko Milinovič, Muamer Vugdalič, Aleksander Knavs (60. Spasoje Bulajič) – Džoni Novak (77. Saša Gajser), Aleš Čeh , Miran Pavlin, Amir Karić – Milenko Ačimovič (60. Nastja Čeh) – Sebastijan Cimirotič (41. Milan Osterc), Mladen Rudonja Cheftrainer: Srečko Katanec | Slowenien |
| Südafrika                                          | 1:0 Nomvethe (4.) | | Slowenien |
| Südafrika                                          | Radebe (12.), T. Mokoena (59.) | Vugdalič (35.), Milinović (52.), A. Čeh (62.), Pavlin (75.) | Slowenien |
| Südafrika                                          | Spieler des Spiels: Quinton Fortune (Südafrika) | | Slowenien |
| 2. Spieltag                                        | | |           |
| 8. Juni 2002 um 15:30 Uhr in Daegu (Daegu-Stadion) | | |           |
| Zuschauer: 47.226                                  | | |           |
| Schiedsrichter: Ángel Sánchez ( Argentinien)       | | |           |
| Spielbericht                                       | | |           |

## Südafrika – Spanien 2:3 (1:2)
| Südafrika                                                         | Südafrika | Spanien | Spanien |
| ----------------------------------------------------------------- | --- | --- | ------- |
| Südafrika                                                         | \| 3. Spieltag \| \| 12. Juni 2002 um 20:30 Uhr in Daejeon (Daejeon-World-Cup-Stadion) \| \| Zuschauer: 31.024 \| \| Schiedsrichter: Saad Mane ( Kuwait) \| \| Spielbericht \|                                                                                               | \| 3. Spieltag \| \| 12. Juni 2002 um 20:30 Uhr in Daejeon (Daejeon-World-Cup-Stadion) \| \| Zuschauer: 31.024 \| \| Schiedsrichter: Saad Mane ( Kuwait) \| \| Spielbericht \|                                                                   | Spanien |
| Südafrika                                                         | Andre Arendse – Cyril Nzama, Aaron Mokoena, Lucas Radebe (80. Thabang Molefe), Bradley Carnell – MacBeth Sibaya – Sibusiso Zuma, Teboho Mokoena, Quinton Fortune (83. Jacob Lekgetho) – Siyabonga Nomvethe (74. George Koumantarakis), Benni McCarthy Cheftrainer: Jomo Sono | Iker Casillas – Curro Torres, Iván Helguera, Miguel Ángel Nadal , Enrique Romero – Joaquín, David Albelda (53. Sergio), Xavi, Gaizka Mendieta – Fernando Morientes (77. Albert Luque), Raúl (82. Luis Enrique) Cheftrainer: José Antonio Camacho | Spanien |
| Südafrika                                                         | 1:1 McCarthy (31.) 2:2 Radebe (53.) | 0:1 Raúl (4.) 1:2 Mendieta (45.+1') 2:3 Raúl (56.) | Spanien |
| Südafrika                                                         | Nzama (16.), Carnell (67.), Nomvethe (69.), A. Mokoena (81.) | | Spanien |
| Südafrika                                                         | Spieler des Spiels: Raúl (Spanien) | | Spanien |
| 3. Spieltag                                                       | | |         |
| 12. Juni 2002 um 20:30 Uhr in Daejeon (Daejeon-World-Cup-Stadion) | | |         |
| Zuschauer: 31.024                                                 | | |         |
| Schiedsrichter: Saad Mane ( Kuwait)                               | | |         |
| Spielbericht                                                      | | |         |

## Slowenien – Paraguay 1:3 (1:0)
| Slowenien                                                       | Slowenien | Paraguay | Paraguay |
| --------------------------------------------------------------- | --- | --- | -------- |
| Slowenien                                                       | \| 3. Spieltag \| \| 12. Juni 2002 um 20:30 Uhr in Seogwipo (Jeju-World-Cup-Stadion) \| \| Zuschauer: 30.176 \| \| Schiedsrichter: Felipe Ramos ( Mexiko) \| \| Spielbericht \|                                                                                     | \| 3. Spieltag \| \| 12. Juni 2002 um 20:30 Uhr in Seogwipo (Jeju-World-Cup-Stadion) \| \| Zuschauer: 30.176 \| \| Schiedsrichter: Felipe Ramos ( Mexiko) \| \| Spielbericht \| | Paraguay |
| Slowenien                                                       | Mladen Dabanovič – Spasoje Bulajič, Željko Milinovič, Rajko Tavčar – Džoni Novak, Aleš Čeh , Miran Pavlin (40. Mladen Rudonja), Amir Karić – Milenko Ačimovič (62. Nastja Čeh) – Milan Osterc (77. Senad Tiganj), Sebastijan Cimirotič Cheftrainer: Danilo Popivoda | José Luis Chilavert – Francisco Arce, Carlos Gamarra, Celso Ayala, Julio César Cáceres, Denis Caniza – Guido Alvarenga (53. Jorge Luis Campos), Roberto Acuña, Carlos Humberto Paredes – Roque Santa Cruz, José Cardozo (61. Nelson Cuevas / 90.+2' Juan Carlos Franco) Cheftrainer: Cesare Maldini ( Italien) | Paraguay |
| Slowenien                                                       | 1:0 Ačimovič (45.+1') | 1:1 Cuevas (65.) 1:2 Campos (73.) 1:3 Cuevas (84.) | Paraguay |
| Slowenien                                                       | Pavlin (15.), Karič (68.), Rudonja (69.), Milinović (79.) | Paredes (4.) | Paraguay |
| Slowenien                                                       | Paredes (22.) | | Paraguay |
| Slowenien                                                       | N. Čeh (81.) | | Paraguay |
| Slowenien                                                       | Spieler des Spiels: Nelson Cuevas (Paraguay) | | Paraguay |
| 3. Spieltag                                                     | | |          |
| 12. Juni 2002 um 20:30 Uhr in Seogwipo (Jeju-World-Cup-Stadion) | | |          |
| Zuschauer: 30.176                                               | | |          |
| Schiedsrichter: Felipe Ramos ( Mexiko)                          | | |          |
| Spielbericht                                                    | | |          |